# 1024 (število)
1024 (tísočštíriindvájset) je naravno število, za katero velja 1024 = 1023 + 1 = 1025 − 1.
1024 je najmanjše število, ki ima 11 deliteljev.